# إيوان سلافيتش
إيوان سلافيتش (بالرومانية: Ioan Slavici)‏ (18 يناير 1848-17 أغسطس 1925) هو كاتب وصحفي روماني.